# Pérols-sur-Vézère
Pérols-sur-Vézère è un comune francese di 190 abitanti situato nel dipartimento della Corrèze nella regione della Nuova Aquitania.

## Società

### Evoluzione demografica
Abitanti censiti